# Шишацкое (Решетиловский район)
Шишацкое (укр. Шишацьке) — село,
Лиманский-Второй сельский совет,
Решетиловский район,
Полтавская область,
Украина.
Код КОАТУУ — 5324281511. Население по переписи 2001 года составляло 1 человек.

## Географическое положение
Село Шишацкое находится на правом берегу реки Говтва,
выше по течению примыкает село Потеряйки-Горовые,
ниже по течению на расстоянии в 3 км расположено село Шкурупии,
на противоположном берегу — село Кривки.